# Univers de True Blood
L'univers de True Blood est un monde de fiction fantastique dans lequel évoluent les personnages de la série télévisée américaine True Blood. Initialement, cet univers a été développé par Charlaine Harris, dans sa saga romanesque La Communauté du Sud, avant d'être repris et adapté par Alan Ball dans la série télévisée.
L'action de True Blood est contemporaine, faisant d'événements réels comme l'ouragan Katrina, un évènement passé de la série. Le monde fictif et fantastique de la série considère que des créatures surnaturelles comme les vampires, les loups-garous ou les fées existent. Elles ont des spécificités et facultés différentes de celles habituellement définies. Certains lieux et évènements sont eux aussi inventés.

## Lieux fictifs

### Bon Temps
Bon Temps est une petite ville au nord de la Louisiane, où se déroule principalement l'action de la série.

### Chez Merlotte's
Le Merlotte's est un bar/grill situé à Bon Temps et tenu par le personnage de Sam Merlotte. Dans le premier épisode, Strange Love, on apprend que Bill Compton (incarné par Stephen Moyer) est le premier vampire à franchir les portes du bar.

### Le Fangtasia
Créé à Shreveport par le personnage d'Eric Northman avant les faits de la série, c'est un bar à vampires, qui accueille également des humains[réf. souhaitée].

### Hotshot
Hotshot est un village bidonville où vit une communauté fermée de panthères-garous, dont est issue la famille Norris. Ils vivent du trafic de V.

## Espèces et créatures

### Les humains

#### Organisations propres aux humains
Communauté du SoleilDans la série comme dans les livres, l’Église de la communauté du Soleil, située près de Dallas, a pour révérend Steve Newlin. Elle est contre l'intégration des vampires dans la société et leur reconnaissance en tant que citoyens américains. Elle dispose d'une armée paramilitaire appelée « Les soldats du Soleil »[réf. souhaitée].

### Les vampires
Source (sauf mention contraire) : Mini-reportage de HBO
Les vampires n'ont pas d'ondes cérébrales, de battements de cœur ni d'impulsions électriques. Ils sont sensibles à l'argent, au soleil et peuvent contracter l'hépatite D (qui les affaiblit pendant un mois), et peuvent mourir décapités, plantés ou par combustion ; ils ne sont pas sensibles aux crucifix et contrairement aux croyances populaires, ils ont un reflet dans le miroir. Selon l'interprète de Lorena Krasiki, Mariana Klaveno, « les vampires deviennent plus forts avec l'âge et de nouveaux pouvoirs apparaissent », comme celui de voler. Denis O'Hare (qui incarne Russell Edgington) ajoute qu'ils sont semblables aux humains car ils ont, comme eux, « des passions, des douleurs et des motivations ».
Stephen Moyer explique dans une interview que son personnage Bill Compton veut « montrer qu'il est possible pour les vampires d'exister dans le même monde que les humains ». Leur intégration repose sur un élément « crucial », le Tru Blood, un sang synthétique inventé par des scientifiques japonais ; cependant, le tatouage du personnage de Liam dans l'épisode 3 de la première saison annonce que ce ne serait pas un « substitut suffisant au sang humain ».
Alan Ball, le créateur de la série, affirme que « les relations entre vampires et humains ont définitivement changé » à la suite des agissements du personnage de Russell Edgington à la fin de la troisième saison. Leurs mets favoris sont le sang de bébé et de femme vierge.

#### Organisations propres aux vampires
L'AutoritéDenis O'Hare définit l'Autorité comme étant « le groupe suprême, gouverné par des vampires qui instaurent des lois et arbitrent » le monde vampirique de la série.
Ligue américaine des vampiresDans True Blood, il s'agit de l'unique parti politique des vampires américains[réf. nécessaire]. Il défend la cause des vampires et a pour porte-parole Nan Flanagan (interprétée par Jessica Tuck) puis Steve Newlin (interprété par Michael McMillian) à la mort de celle-ci.
Rois et reinesDans le monde créé par Ball, « chaque État a un roi ou une reine, qui régente les vampires de cet État » ; et sont « divisés en plusieurs secteurs (ou zones), qui ont chacune un shérif ».
L'ordonnateur (« magister » dans la version originale, Grand Maître dans la version BluRay belge)Denis O'Hare le décrit comme travaillant « au service de l'Autorité suprême ». Il a pour mission de dispenser la justice pénale des vampires au nom de l'autorité.

#### Terminologie
CréateurAlan Ball explique que dans la série, « pour devenir un vampire, il faut être quasiment mort ». Une fois que le vampire a drainé l'humain de son sang, ils doivent s'enterrer ensemble pour la nuit. Note: Dans True Blood, le terme « vampiriser » est utilisé pour désigner cette action. Pour Ball, la relation entre le créateur et progéniture est très intense et personnelle. Kristin Bauer affirme que pour son personnage, Pam, « son créateur Eric représente tout : père, enfant mais également meilleur ami ». Denis O'hare poursuit que « le créateur aura une sensibilité envers son enfant, qu'il pourra sentir où il se trouve et ce qu'il pense ». Il est expliqué que leur connexion est très forte et qu'un vampire a l'autorité absolue sur sa progéniture.
Crocs-pulerUtilisé à maintes reprises au cours de la série, c'est un mot-valise qui désigne les humains qui ont des rapports sexuels avec les vampires et sont alors appelés « crocs-puleurs » ou « crocs-puleuses ». Il s'agit d'une contraction des termes croc et copuler. Ce mot est la traduction du terme anglais fangbanger[réf. nécessaire].
Hypnose ou charmeles vampires peuvent influencer un humain par une capacité de contrôle d'esprit. Selon Kristin Bauer (Pam dans la série), l'hypnose fait entrer l'humain dans une sorte de transe.
Tru BloodDenis O'Hare explique que la boisson Tru Blood qui apparait dans la série est un sang synthétique mis au point par les Japonais, permettant aux vampires de se nourrir sans avoir à utiliser les humains.
VC'est du sang de vampire utilisé comme drogue par les humains, certains allant jusqu'à capturer et drainer des vampires pour s'en procurer ; sa valeur marchande est de 600 USD le quart d'once. À court terme, une ingestion d'une à deux gouttes de cette substance par un humain accroît sa libido, décuple ses sens et le fait délirer ; à long terme, il devient agressif et sa dépendance augmente. Il permet également une guérison immédiate par ingestion ou application du sang sur une plaie.

### Les ménades
La seule ménade apparue dans la série était Maryann Forrester (deux premières saisons). C'est une femme nomade, qui se nourrit des émotions humaines. C'est une créature immortelle ; seul Dionysos, son dieu, peut la tuer.

### Les métamorphes
Source : Mini-reportage de HBO
Alan Ball les définit comme des humains qui peuvent se transformer en un autre animal. Sam Trammell, qui interprète Sam Merlotte, dit que « c'est comme cloner un animal » et qu'à la pleine lune, il « ne peut pas s'empêcher de se transformer ». Dans True Blood, les métamorphes ont un animal de prédilection, comme le chien (c'est le cas pour Sam et Tommy). Ils ont l'odorat très développé. Au niveau génétique, deux parents métamorphes auront des enfants métamorphes. Dans la série, les personnages de cette espèce apparaissent souvent nus, car ils se transforment pour aller courir dans les bois par exemple ; puis quand vient le moment de rentrer chez eux, ils doivent faire attention de ne pas être vus.

### Les garous
Source : Mini-reportage de HBO
Le créateur de la série définit les garous dans leur ensemble comme « une branche différente des métamorphes car ils peuvent se transformer en une seule créature ».

#### Les loups-garous
Dans la série, il s'agit d'humains qui ont la faculté de se transformer en loup. Ils existeraient depuis des milliers d'années. À la pleine lune, ils sont contraints de se transformer. Ils sont sensibles aux émotions, aux odeurs et ils chassent. Ils sont territoriaux, vicieux et très secrets. Les loups-garous qui apparaissent dans la troisième saison de True Blood sont basés à Jackson (Louisiane). D'après Brit Morgan, l'interprète de Debbie Pelt, Cette espèce se distingue en deux groupes avec d'un côté, ceux qui sont liés à une meute mais mènent leur vie, et de l'autre, des loups-garous plus vicieux, hors-la-loi.

#### Les panthères-garous
Source : Mini-reportage de HBO
Les panthères-garous, apparues dès la troisième saison, sont des humains qui ont la faculté de se transformer en panthère. Alan Ball les décrit comme des créatures dangereuses et arriérées, qui vivent dans leur petite communauté de Hotshot et ne se mêlent pas aux humains.

#### Organisations propres aux garous
MeuteDans le monde fictif de True Blood, les loups-garous sont organisés en meutes et dirigées par un chef de meute.[réf. souhaitée]

### Les sorciers
Sources (sauf mention contraire): interviews,,
WiccansSelon le directeur de la série, Michael Lehmann, à première vue, elles paraissent « niaises » et semblent être des « hippies », mais « on sent que quelque chose se trame derrière [...]. Il y a une connexion entre Bill Compton et les sorcières de la série ».
NécromanciensIntroduite dans la quatrième saison, le personnage de Marnie Stonebrook est capable de communiquer avec l'esprit des morts.

#### Organisations propres aux sorciers
CongrégationLe groupe de sorciers de Bon Temps, dirigé par le personnage de Marnie Stonebrook et s'appelle « Moon Goddess Emporium » (saison 4 épisode 2).

### Les fées
Source (sauf mention contraire) : Mini-reportage de HBO.
Les fées sont définies par Alan Ball comme des créatures intelligentes et supérieures, qui « donnent magiquement une vision magnifique et utopique des choses aux humains [...] elles sont similaires aux extra-terrestres car elles viennent d'ailleurs et aiment adopter les gens ». Le créateur de la série explique également que lorsqu'ils boivent du sang de fée, les vampires ne peuvent pas s'arrêter. Ce sang leur permet de marcher en plein jour. D'après Anna Paquin, l'interprète de Sookie Stackhouse, certaines d'entre elles seraient « psychotiques et démoniaques » ; lorsque le personnage de Sookie revient du monde des fées dans le premier épisode, un an s'est écoulé dans le monde des humains. Dans cette dimension, nouvellement introduite, la notion de temps est différente de celle que nous connaissons.

#### Organisations propres aux fées
Monde des fées (fairyland en anglais)C'est un monde différent de celui des humains. Les fées ont été contraintes de s'y regrouper car chassées par les vampires.
ReineLa reine Mab essaye de ramener toutes les fées ou hybrides humain/fée dans le monde des fées, puis ferme le portail entre les deux dimensions.
Marraine-fée ou parrain-féeSookie apprend dans le premier épisode de la quatrième saison que Claudine est sa « marraine-fée. C'est une fée pure-souche qui est chargée par la reine de veiller sur un hybride humain/fée[réf. souhaitée].

#### Terminologie
Pouvoir de lumièreC'est un pouvoir qui apparait notamment chez Sookie et se manifeste par une lumière blanche jaillissant sa main ; il lui permet de repousser un ennemi.
Fruit de lumièreDans le monde des fées, c'est un fruit jaune étincelant qui ressemble à une pomme, qui est proposé aux humains.

## Événements

### La Grande Révélation
Dans les faits de la série, elle a eu lieu en 2006. Il s'agit de la « sortie du cercueil » des vampires, qui ont révélé leur existence aux humains dans le monde entier[réf. nécessaire].

### L'inquisition espagnole
Mentionnée par les personnages de Bill Compton et Eric Northman (saison 4 - épisode 2), c'est un évènement qui a eu lieu avant les faits de la série.